# 加肯巴赫
加肯巴赫是德国莱茵兰-普法尔茨州的一个市镇。总面积4.75平方公里，总人口545人，其中男性291人，女性254人（2011年12月31日），人口密度115人/平方公里。